# Зверев, Андрей Викторович
Андрей Викторович Зверев (род. 24 декабря 1955 года) — советский и российский государственный деятель, ученый-экономист и дипломат, юрист, педагог.

## Биография

### Образование
- Московский финансовый институт (1978)
- Всесоюзный юридический заочный институт (1986)
- Государственный Университет - Высшая школа экономики (2004)
- Кандидат экономических наук (1981)
- Доцент (2008)
- Доктор экономических наук (2009)
- Профессор (2013)

### Деятельность
- 1973—1978 — студент МФИ. С отличием закончил институт по специальности «Международные экономические отношения».
- 1978—1981 — аспирант МФИ. В 1981 г. защитил диссертацию на соискание ученой степени кандидата экономических наук по специальности «Финансы, денежное обращение и кредит»
- 1981—1983 — старший экономист, ведущий консультант Правления Госбанка СССР.
- 1983—1990 — старший экономист, эксперт, старший эксперт, заместитель начальника подотдела Госплана СССР.
- 1990—1992 — заместитель министра финансов РСФСР, курировал внешнеэкономический комплекс[1].
- август 1991 — и. о. председателя Госбанка СССР[2][3][4],
- ноябрь—1991 - февраль 1992 — первый заместитель министра финансов СССР[5], руководитель Бюджетного Управления МЭК Экономического сообщества на правах Министра СССР[6].
- 1992 — заведующий отделом Центра информационных и социальных технологий при Правительстве Российской Федерации.
- 1992—1993 — представитель администрации Хабаровского края при Правительстве России[7].
- 1993—1994 — заведующий экономическим отделом Аппарата Совета Министров - Правительства Российской Федерации[8].
- 1994—1996 — начальник Экономического Департамента Аппарата Правительства России[9].
- 1993—1997 — председатель Межведомственной комиссии Совета Безопасности России по экономической безопасности, руководитель направления[10].
- 1996—1998 — вице-президент по экономике и финансам, член Правления ОАО НГК «Славнефть».
- 1998—2000 — начальник инспекции по контролю за расходами на внешнеэкономическую деятельность Счетной палаты Российской Федерации.
- 2000—2004 — сотрудник Министерства юстиции России.
- 2004—2005 — заместитель руководителя Федерального агентства по промышленности, где курировал вопросы экономики и финансов, государственных закупок, мобилизационной подготовки.
- 2005—2007 — вице-президент «Военно-страховой компании» по работе с предприятиями военно-промышленного комплекса.
- 2007—2009 — руководитель федерального государственного учреждения «Аналитический центр при Правительстве Российской Федерации»[11].
- 2009—2015 — торговый представитель России в Германии, советник-посланник посольства Российской Федерации в Германии[12].
- 2016 — Посол по экономическим вопросам федеральной земли Мекленбург-Передняя Померания (ФРГ)

Преподавал в МГИМО МИД РФ, Российском экономическом Университете имени Г. В. Плеханова, Академии труда и социальных отношений. Являлся ведущим научным сотрудником Института энергетических исследований Российской Академии наук.

## Научные работы
Один из ведущих ученых в области теории формирования и функционирования национальных инновационных систем. Автор монографий: Оптимизация стратегии инновационного развития. М., 2007 г.; Иностранный опыт инновационного развития. М., 2008 г; Инновационная система России М., 2008 г.; Теория формирования национальных инновационных систем. М., 2009 г.; Национальные инновационные системы в современном мире. М., 2010 г.; Энергоэффективность и энергосбережение: мировой опыт для России. М.,2011 г.; Формирование национальной инновационной системы. Опыт Германии. М., 2014 г .; Staatliche Körperschaften in der Wirtschaft modernen Russlands. Berlin, 2010 
Автор, руководитель авторских коллективов и научный руководитель ряда научных трудов по вопросам развития германской экономики и российско-германских экономических отношений: Торгово-экономические отношения России и Германии: история, современность, перспективы. М., 2011 г.; Die Wirtschafts- und Handelsbeziehungen zwischen Russland und Deutschland. Berlin, 2011; . Deutschland-Versteher. Russlands wissentschaftliche Elite schaut auf das heutige, moderne Deutschland. Berlin, 2015 ; Современная Германия: экономика и политика. М., 2015 г.; Российско-германские экономические отношения. История и современность. М., 2021 г. Автор всего около 250 научных работ.

## Награды
1. Орден Трудового Красного Знамени (1991)
2. Медаль «За отвагу» (1991)
3. Медаль «В память 850-летия Москвы» (1997)
4. «За воинскую доблесть при хранении и уничтожении химического оружия», Федеральное Управление по безопасному хранению и уничтожению химического оружия (2004)
5. «За заслуги в уничтожении химического оружия 1 степени», Федеральное управление по безопасному хранению и уничтожению химического оружия (2005)
6. «За заслуги в проведении Всероссийской сельскохозяйственной переписи» (2006)
7. «50 лет Военно-промышленной комиссии», Военно-промышленная комиссия при Правительстве Российской Федерации (2007)
8. «За успехи в аналитической работе» (2009)
9. Медаль "За особые заслуги", Газпром-Германия (2011)
10. Медаль Почета Ульяновской области (2011)
11. «50 лет первого полета человека в космос», Федеральное космическое агентство (2011)
12. "90 лет шифровальной службе Минэкономразвития", Минэкономразвития РФ, (2011)
13. «За заслуги в обеспечении национальной безопасности», Совет Безопасности РФ (2011)
14. «90 лет восстановления российско-германских торгово-экономических отношений» (2011)
15. «За заслуги в проведении Всероссийской переписи населения» (2012)
16. Почетный знак "Криптографическая служба Минэкономразвития РФ" (2014)
17. «Во славу земли Пензенской» (2015)
18. «100 лет восстановления российско-германских торгово-экономических отношений» (2021)
19. "100-летие Торгового представительства России в Австрии 1921-2021"
20. Лауреат международного конкурса «Элита информациологов мира 2008 года».